# Prawo gospodarcze prywatne
Prawo gospodarcze prywatne – gałąź prawa prywatnego, regulująca stosunki prawne pomiędzy uczestnikami obrotu gospodarczego (majątkowe stosunki gospodarcze). Normy tej gałęzi prawa opierają się na zasadzie wzajemnej autonomiczności i równorzędności podmiotów.

## Charakterystyka
Prawo gospodarcze prywatne opiera się na dwóch zasadniczych kryteriach:
- podmiotowym – reguluje stosunki prawne z udziałem przedsiębiorców,
- przedmiotowo-funkcjonalnym – reguluje stosunki majątkowe w obrocie gospodarczym za pomocą metody cywilnoprawnej.

Działalność gospodarcza, polegająca na produkcji dóbr i świadczeniu usług, aby być przedmiotem prawa gospodarczego prywatnego powinna odznaczać się następującymi cechami:
- zaspokajać potrzeby osób trzecich (a nie osoby prowadzącej działalność)
- być prowadzona w sposób zawodowy, profesjonalny
- być prowadzona w sposób stały (a nie okazjonalny ani uboczny)
- być prowadzona w jednej z przewidzianych w tym celu form organizacyjno-prawnych (np. spółki komandytowej)
- mieć charakter zarobkowy (a nie charytatywny).

### Dyscypliny wyspecjalizowane
Głównymi kwestiami regulowanymi przez prawo gospodarcze prywatne są:
- ustrój i organizacja przedsiębiorców
- czynności handlowe
- prawo papierów wartościowych.

W skład prawa gospodarczego prywatnego wchodzi wiele dyscyplin wyspecjalizowanych, m.in. prawo spółek, prawo umów gospodarczych, prawo transportowe, prawo ubezpieczeniowe, prawo papierów wartościowych (w tym prawo wekslowe i czekowe), prawo bankowe prywatne, prawo spółdzielcze, międzynarodowe prawo handlowe i inne.

### Pojęcie
Prawo gospodarcze prywatne pod względem treści jest niemal tożsame z prawem handlowym, a używane określenie wynika zazwyczaj z tradycji przyjętej w danym ośrodku naukowym. Zdaniem zwolenników tego określenia, prawo handlowe jest pojęciem historycznym, coraz mniej przystającym do rzeczywistości. Wskazują oni na fakt, iż gałąź ta obejmuje swym zakresem także inne niż działalność handlowa dziedziny działalności gospodarczej (np. prawo papierów wartościowych). Ponadto, nazwa wprowadza wyraźny kontrast w stosunku do prawa gospodarczego publicznego, zachowując tradycyjny podział na prawo publiczne i prawo prywatne.
Pojęcie „prawo gospodarcze prywatne” należy do przedwojennej tradycji ośrodka krakowskiego, używane jest m.in. na Uniwersytecie Jagiellońskim, Uniwersytecie w Białymstoku oraz Uniwersytecie Kardynała Stefana Wyszyńskiego w Warszawie.

## Literatura
- T. Mróz, M. Stec (red.), Prawo gospodarcze prywatne, C.H. Beck, Warszawa 2005

 Zapoznaj się z zastrzeżeniami dotyczącymi pojęć prawnych w Wikipedii.